# Dračí smyčka

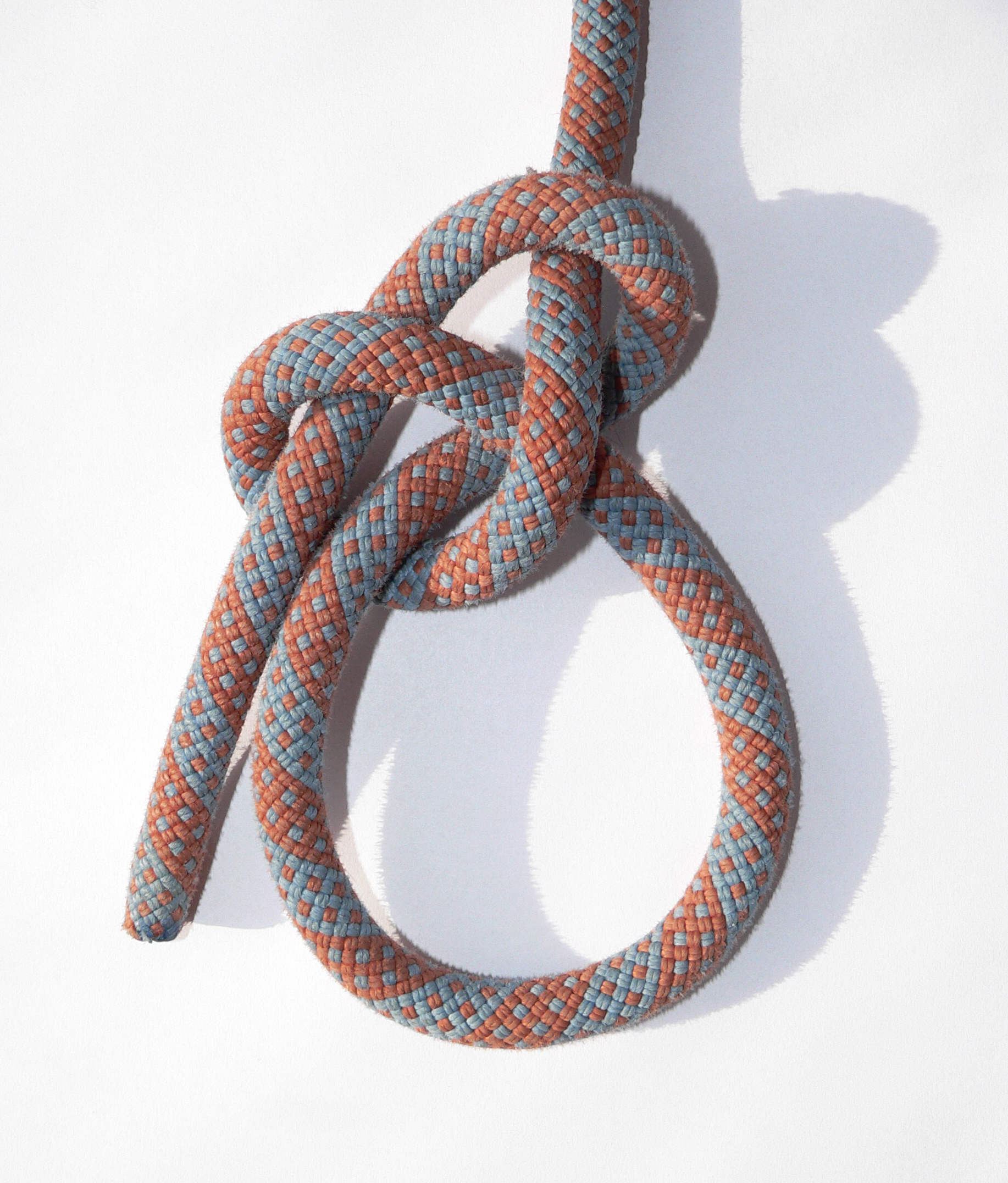
Kovbojská varianta dračí smyčky

Dračí smyčka (anglicky bowline, francouzsky nœud de chaise, německy Palstek, Bulin) je jeden ze základních druhů uzlů. Existuje přibližně 91 variant dračí smyčky, z čehož mnohé pod několika různými názvy (např. bocmanský uzel, dračí dvojsmyčka, dvojitá dračí smyčka, dračí smyčka se zámkem, dračí smyčka vodní, kovbojská smyčka, spojka z dračích smyček, vodácká smyčka). Základní varianta je topologicky shodná se škotovou spojkou s protilehlými konci spojenými do smyčky, ale způsob užití se liší.

## Použití
Dračí smyčka je považována za nenahraditelnou v jachtingu, horolezectví, záchranářství a podobných oborech. V nouzových situacích neexistuje jednodušší a rychlejší způsob bezpečného uvázání lana okolo člověka či předmětu za použití jedné ruky.
Zkoušky na začátku sedmdesátých let prokázaly některé negativní vlastnosti. Při obvodovém zatížení nebo bočním tření při manipulaci se uvolňuje, stejně jako na tuhém nebo kluzkém laně. Snadno se rozvazuje i tzv. vytřesením (střídavým napínáním a povolováním lana), jejímu utažení je nutné věnovat větší pozornost.

Proto bezpečné použití vždy předpokládá doplnění pojistným uzlem ve formě jednoduchého či lépe dvojitého (rybářského) očka. Na zvláště kluzkých nových lanech lze uvázat i dvě za sebou. Ani potom se sice obvodové zatížení nedoporučuje, ale není nebezpečné.

Pro některé účely může být nevýhodná o něco vyšší ztráta pevnosti lana (průměrné údaje se velmi liší podle průměrů a typů lan i metodiky testování, ale v zásadě ji lze odhadnout na 3 až 12 procent oproti osmičkovému či dvojitému rybářskému uzlu).:s.36

Výhody jsou jednoduché vázání, snadnější povolení i v případě silného utažení a snadná úprava velikosti uvázané smyčky. Některé další výhody mají varianty.
K navazování na lano se tento uzel již nepovažuje za vhodný pro začátečníky a v horolezectví se mimo něj používají různé varianty s pojistkou (např. yosemitský), nebo dvojitá dračí smyčka. V horolezeckých kurzech je nahrazován především osmičkovým uzlem, snazším z hlediska kontroly, ale nevýhodným pro obtížné rozvazování (zvláště na tenkých či starších lanech) po pádech, které mohou být u sportovních lezců i velmi časté, přičemž se doporučuje vždy po pádu uzel rozvázat:s.39 a znovu se navázat. Další nevýhodou je možnost zapomenutí nerozvázané části uzlu při stahování lana.

## Galerie

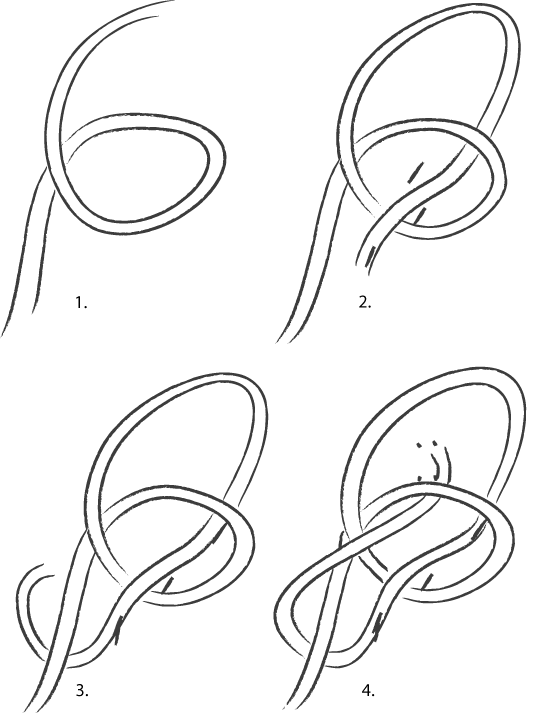
Postup uvázání smyčky
Rozdíl mezi standardní a kovbojskou variantou
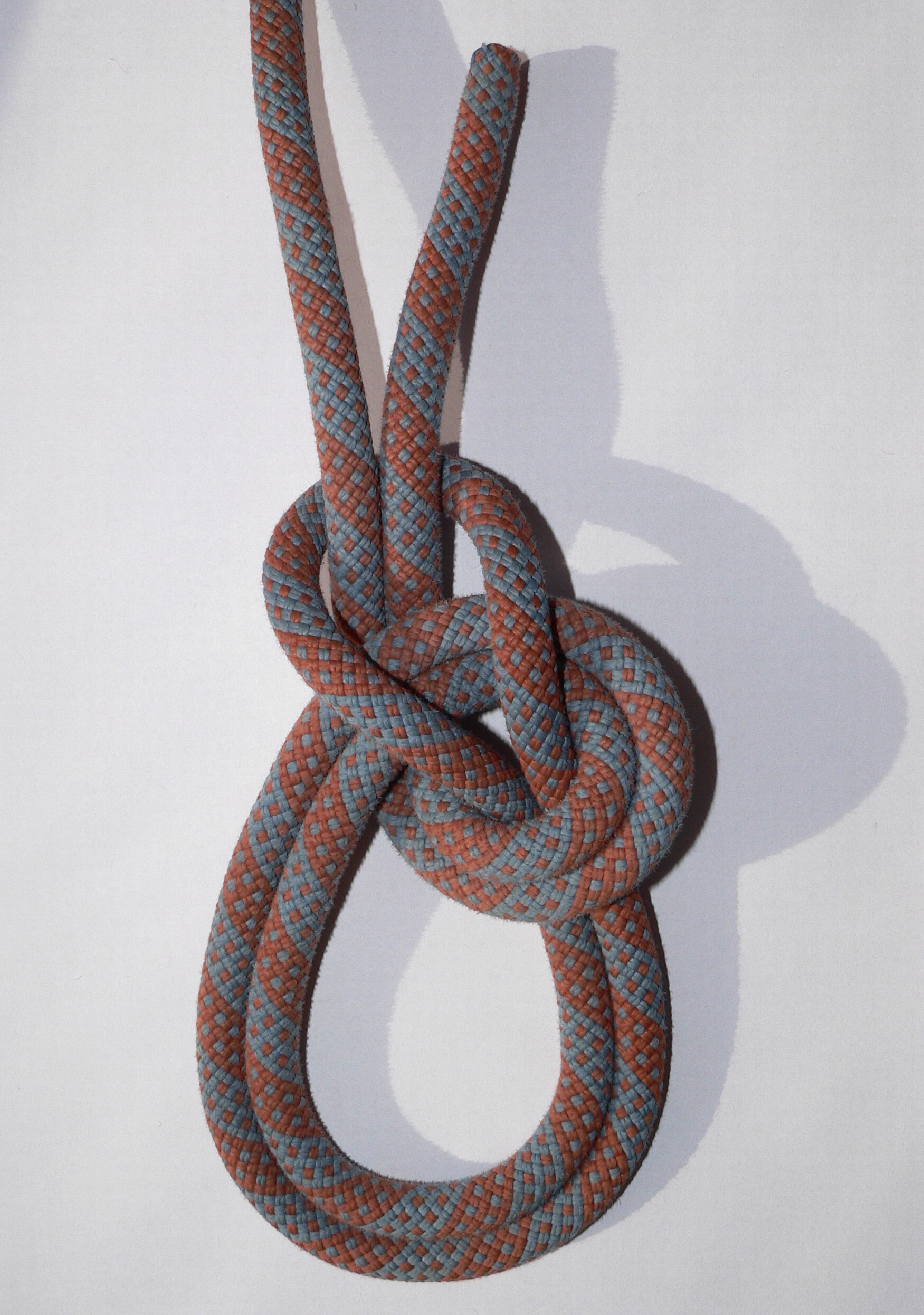
Dvojitá dračí smyčka
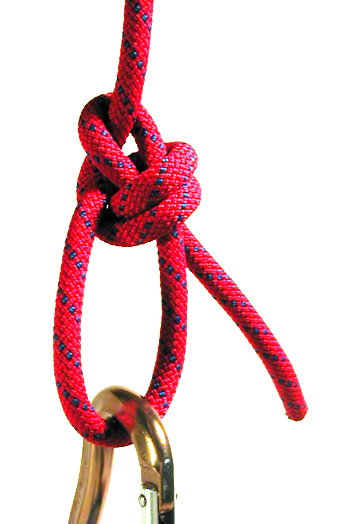
Jiná varianta dvojité dračí smyčky
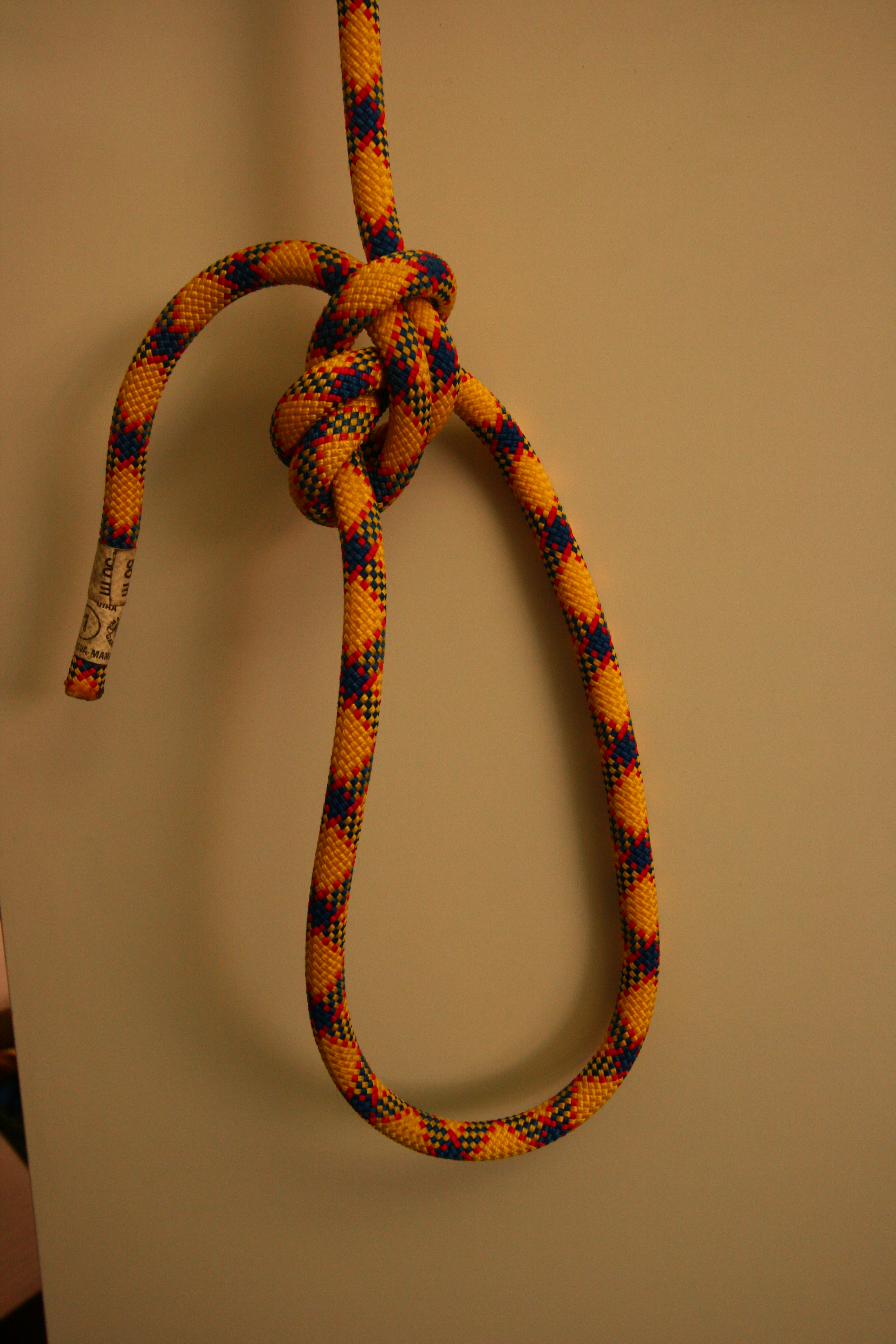
Yosemitská varianta